# NGC 5212
NGC 5212 је спирална галаксија у сазвежђу Девица која се налази на NGC листи објеката дубоког неба.
Деклинација објекта је + 7° 17' 17" а ректасцензија 13h 32m 56,1s. Привидна величина (магнитуда) објекта NGC 5212 износи 14,3 а фотографска магнитуда 15,1. NGC 5212 је још познат и под ознакама CGCG 45-14, PGC 47687.